# Amar Pelos Dois
„Amar pelos dois” (Să iubesc pentru amândoi) este piesa câștigătoare a ediției din 2017 a Concursului Muzical Eurovision. Cântecul este interpretat de Salvador Sobral și a fost scris de sora acestuia, Luisa Sobral. Cu această melodie Portugalia a câștigat concursul pentru prima dată.

#### Punctele acordate Portugaliei
| Punctele acordate Portugaliei în prima semifinală                                        | Punctele acordate Portugaliei în prima semifinală | Punctele acordate Portugaliei în prima semifinală | Punctele acordate Portugaliei în prima semifinală | Punctele acordate Portugaliei în prima semifinală |
| Televot                                                                                  | Televot                                           | Televot                                           | Televot                                           | Televot                                           |
| 12 puncte                                                                                | 10 puncte                                         | 8 puncte                                          | 7 puncte                                          | 6 puncte                                          |
| ---------------------------------------------------------------------------------------- | ------------------------------------------------- | ------------------------------------------------- | ------------------------------------------------- | ------------------------------------------------- |
| - Albania - Belgia - Finlanda - Islanda - Letonia - Polonia - Slovenia - Spania - Suedia | - Australia - Grecia - Italia - Regatul Unit      | - Azerbaidjan - Georgia                           | - Armenia - Cehia - Muntenegru                    | - Cipru - Republica Moldova                       |
| 5 puncte                                                                                 | 4 puncte                                          | 3 puncte                                          | 2 puncte                                          | 1 punct                                           |
|                                                                                          |                                                   |                                                   |                                                   |                                                   |
| Juriu                                                                                    |                                                   |                                                   |                                                   |                                                   |
| 12 puncte                                                                                | 10 puncte                                         | 8 puncte                                          | 7 puncte                                          | 6 puncte                                          |
| - Azerbaidjan - Georgia - Islanda - Letonia - Republica Moldova - Polonia - Spania       | - Cipru - Finlanda - Regatul Unit                 | - Slovenia                                        | - Armenia - Belgia - Cehia                        | - Albania - Australia                             |
| 5 puncte                                                                                 | 4 puncte                                          | 3 puncte                                          | 2 puncte                                          | 1 punct                                           |
| - Grecia - Suedia                                                                        | - Italia - Muntenegru                             |                                                   |                                                   |                                                   |

| Punctele acordate Portugaliei în finală | Punctele acordate Portugaliei în finală                                             | Punctele acordate Portugaliei în finală                                                                    | Punctele acordate Portugaliei în finală                                                         | Punctele acordate Portugaliei în finală |
| Televot | Televot                                                                             | Televot | Televot                                                                                         | Televot                                 |
| 12 puncte | 10 puncte                                                                           | 8 puncte                                                                                                   | 7 puncte                                                                                        | 6 puncte                                |
| --- | ----------------------------------------------------------------------------------- | --- | ----------------------------------------------------------------------------------------------- | --------------------------------------- |
| - Austria - Belgia - Finlanda - Franța - Germania - Islanda - Israel - Lituania - Țările de Jos - Norvegia - Spania - Elveția                                                                | - Armenia - Croația - Estonia - Irlanda - Letonia - Polonia - Suedia - Ucraina      | - Albania - Azerbaidjan - Cehia - Georgia - Grecia - Malta - Muntenegru - Serbia - Slovenia - Regatul Unit | - Australia - Belarus - Bulgaria - Cipru - Ungaria - Republica Macedonia - România - San Marino | - Republica Moldova                     |
| 5 puncte | 4 puncte                                                                            | 3 puncte                                                                                                   | 2 puncte                                                                                        | 1 puncte                                |
| - Danemarca - Italia |                                                                                     | |                                                                                                 |                                         |
| Juriu |                                                                                     | |                                                                                                 |                                         |
| 12 puncte | 10 puncte                                                                           | 8 puncte                                                                                                   | 7 puncte                                                                                        | 6 puncte                                |
| - Armenia - Cehia - Franța - Georgia - Ungaria - Islanda - Israel - Letonia - Lituania - Țările de Jos - Polonia - San Marino - Serbia - Slovenia - Spania - Suedia - Elveția - Regatul Unit | - Belarus - Danemarca - Germania - Republica Macedonia - Malta - Norvegia - Ucraina | - Austria - Azerbaidjan - Belgia - Cipru - Estonia - Finlanda                                              | - Australia - Croația - Republica Moldova                                                       | - Albania - România                     |
| 5 puncte | 4 puncte                                                                            | 3 puncte                                                                                                   | 2 puncte                                                                                        | 1 punct                                 |
| - Grecia - Irlanda - Italia |                                                                                     | |                                                                                                 |                                         |

### Premii și distincții
"Amar pelos dois" a adus fraților Sobral două Premii Marcel Bezençon. Salvador Sobral a primit Premiul Artistic iar Luisa a primit Premiul de Compozitor. 
| An   | Premiu                 | Categorie                   | Rezultat |
| ---- | ---------------------- | --------------------------- | -------- |
| 2017 | Marcel Bezençon Awards | Premiul Artistic            | Câștigat |
| 2017 | Marcel Bezençon Awards | Premiul de Compozitor       | Câștigat |
| 2017 | ESC Radio Awards       | Cel Mai Bun Cântec          | Câștigat |
| 2017 | ESC Radio Awards       | Cel Mai Bun Artist Masculin | Câștigat |

## Track listing
- Digital download[3]

1. "Amar pelos dois" – 3:05

- CD single[4]

1. "Amar pelos dois"
2. "Amar pelos dois" (Instrumental)

## Credits and personnel
- Vocals – Salvador Sobral
- Songwriting – Luísa Sobral
- Production – Luísa Sobral
- String arrangement – Luís Figueiredo

## Clasamente
Format:Single chartFormat:Single chartFormat:Single chartFormat:Single chartFormat:Single chartFormat:Single chartFormat:Single chart
| Clasament (2017)                         | Poziția de vârf |
| ---------------------------------------- | --------------- |
| Croația (ARC Top 40)                     | 19              |
| Denmark Digital Songs (Billboard)        | 4               |
| Europe (Euro Digital Songs)              | 13              |
| Finlanda (Suomen virallinen latauslista) | 1               |
| Germania (Media Control Charts)          | 43              |
| Greece Digital Songs (Billboard)         | 5               |
| Islanda (RÚV)                            | 1               |
| Luxembourg Digital Songs (Billboard)     | 3               |
| Netherlands Digital Songs (Billboard)    | 1               |
| Norway Digital Songs (Billboard)         | 3               |
| Portugal Digital Songs (Billboard)       | 1               |
| Scoția (Official Charts Company)         | 37              |
| Spania (PROMUSICAE)                      | 1               |
| Suedia (Sverigetopplistan)               | 33              |
| Sweden Digital Songs (Billboard)         | 3               |
| Elveția (Schweizer Hitparade)            | 6               |
| UK Singles (Official Charts Company)     | 97              |
| US World Digital Songs (Billboard)       | 7               |

## Certificări
| Regiune | Certificări | Vânzări |
| --- | ----------- | ------- |
| Portugal (AFP) | Gold        | 7,500*  |
| *cifrele de vânzări sunt bazate pe un singur certificat ^cifrele cargo sunt bazate pe un singur certificat xcifrele nespecificate sunt bazate pe un singur certificat |             |         |

## Istoricul lansărilor
| Regiune    | Dată          | Format           | Marcă            |
| ---------- | ------------- | ---------------- | ---------------- |
| Europa     | 10 March 2017 | Digital download | Sons em Trânsito |
| Portugalia | 16 iunie 2017 | CD single        | Sony Music       |

## Utilizare în mass media
În Brazilia "Amar pelos dois" este cântecul de început al telenovelei 'Tempo de Amar de pe Rede Globo.

## Alte variante
- DJ-ii Eric Faria și Giovanni Gomes au lansat o variantă dance numită "Amar Pelos Dois - Nove3cinco Remix".[20]
- Alexander Rybak, câștigătorul Concursului Muzical Eurovision 2009, a înregistrat o versiune neoficială in limba engleză.[21]
- Nathan Trent, reprezentantul Austriei la Concursul Muzical Eurovision 2017, a interpretat cântecul cu Tiroler Symphonie Orchestra în orașul său natal Innsbruck.[22]